# Lliga montenegrina de futbol
La lliga montenegrina de futbol (Primera Divisió de Montenegro, en serbi: Prva crnogorska fudbalska liga) anomenada Meridianbet 1. CFL per motius de patrocini, és la màxima competició futbolística de Montenegro. És organitzada per l'Associació de Futbol de Montenegro. El campió obté una plaça per la primera ronda de qualificació de la Lliga de Campions. El segon es classifica per la Copa de la UEFA.

## Història
Mentre Montenegro formà part de la República Federal Socialista de Iugoslàvia, els seus millors equips disputaren la lliga iugoslava de futbol. Quan Iugoslàvia es dissolgué, el 1992, els clubs montenegrins s'integraren a la lliga de futbol de la República Federal de Iugoslàvia, que es convertí en lliga serbo-montenegrina de futbol l'any 2003. L'any 2006, amb la independència del país, es creà aquesta nova competició.

## Palmarès
- 2006-07:  FK Zeta Golubovci (1)
- 2007-08:  FK Budućnost (1)
- 2008-09:  FK Mogren Budva (1)
- 2009-10:  FK Rudar Pljevlja (1)
- 2010-11:  FK Mogren Budva (2)
- 2011-12:  FK Budućnost (2)
- 2012-13:  FK Sutjeska Nikšić (1)
- 2013-14:  FK Sutjeska Nikšić (2)
- 2014-15:  FK Rudar Pljevlja (2)
- 2015-16:  Mladost Podgorica (1)
- 2016-17:  FK Budućnost (3)
- 2017-18:  FK Sutjeska Nikšić (3)
- 2018-19:  FK Sutjeska Nikšić (4)
- 2019-20:  FK Budućnost (4)
- 2020-21:  FK Budućnost (5)
- 2021-22:  FK Sutjeska Nikšić (5)
- 2022-23:  FK Budućnost (6)
- 2023-24:  FK Dečić
- 2024-25:  FK Budućnost (7)

### Actuació per club
| Club         | Ciutat    | Campions | Subcampions | Anys de victòria                                              |
| ------------ | --------- | -------- | ----------- | ------------------------------------------------------------- |
| FK Budućnost | Podgorica | 7        | 9           | 2007–08, 2011–12, 2016–17, 2019–20, 2020–21, 2022–23, 2024–25 |
| FK Sutjeska  | Nikšić    | 5        | 4           | 2012–13, 2013–14, 2017–18, 2018–19, 2021–22                   |
| FK Rudar     | Pljevlja  | 2        | 1           | 2009–10, 2014–15                                              |
| FK Mogren    | Budva     | 2        | -           | 2008–09, 2010–11                                              |
| FK Zeta      | Golubovci | 1        | 2           | 2006–07                                                       |
| OFK Titograd | Podgorica | 1        | -           | 2015–16                                                       |
| FK Dečić     | Tuzi      | 1        | -           | 2023–24                                                       |
| FK Lovćen    | Cetinje   | -        | 1           |                                                               |
| FK Mornar    | Bar       | -        | 1           |                                                               |
| OFK Petrovac | Petrovac  | -        | 1           |                                                               |

## Equips participants (2024-25)
- Arsenal - Tivat
- FK Bokelj - Kotor
- FK Budućnost - Podgorica
- FK Dečić - Tuzi
- FK Jedinstvo - Bijelo Polje
- FK Jezero - Plav
- FK Mornar - Antivari
- FK Otrant-Olympic - Ulcinj
- OFK Petrovac - Petrovac
- FK Sutjeska - Nikšić